# Virgilijus Poderys

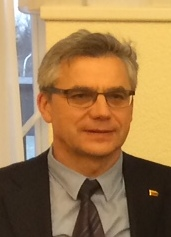
Virgilijus Poderys, 2017

Virgilijus Poderys (* 18. März 1961 in Kaunas) ist ein litauischer Beamter, ehemaliger Leiter der nationalen Behörden wie Lietuvos Respublikos vertybinių popierių komisija (VPK) und Valstybinė kainų ir energetikos kontrolės komisija (VKEKK).

## Leben
Nach dem Abitur von 1967 bis 1979 an der 21. Mittelschule Kaunas absolvierte er von 1979 bis 1984 das Diplomstudium der Physik an der Vilniaus universitetas und dann das MBA-Studium an der Vytauto Didžiojo universitetas. Ab 1996  studierte er Rechtswissenschaften im Fernstudium an der Vilniaus universitetas. Er absolvierte das Masterstudium bei Baltic Management Institute  in Vilnius.
Ab 1984 arbeitete er am Chemie-Institut und von 1992 bis 1993 am Finanzministerium Litauens als Spezialist. Ab April 2000 war er Vorstandsvorsitzende des Gasunternehmens AB „Lietuvos dujos“. Von 2006 bis 2007 war er Finanz-Berater des litauischen Premierministers Gediminas Kirkilas. 2016 ist er Kandidat zum Minister am Energieministerium Litauens im Kabinett Skvernelis.
Er ist verheiratet und hat einen Sohn und eine Tochter.